# 찰문상애파
《찰문상애파》(咱们相爱吧)는 2016년 방송되었던 중국의 드라마이다.

## 소개
- 결혼과 노처녀, 맞선 등 중국의 젊은이들이 당면하고 있는 현실을 재미있고 유쾌하게 그려낸 '찰문결혼파'의 자매 편 드라마

## 등장 인물
- 장징추 - 린샤오샤오 역
- 장신이 - 판즈즈 역
- 친란 - 차이춘니 역
- 원홍 (袁弘) - 시광 역
- 밍다오 (Matthew Lin) - 황샤오구 역
- 위안란 - 안나 역
- 가도 (奇道) - 지엔팡 역
- 류소해 (柳小海) - 모대모 역
- 장희림 - 강교 역
- 동유가 (董维嘉) - 강란 역
- 해혜청 (解惠清) - 강사순 역